# سونيا كروغر
سونيا كروغر (بالإنجليزية: Sonia Kruger)‏ هي راقصة أسترالية، ولدت في 28 أغسطس 1965 في توومبا في أستراليا.

## وصلات خارجية
- سونيا كروغر على موقع IMDb (الإنجليزية)
- سونيا كروغر على موقع قاعدة بيانات الفيلم (الإنجليزية)